# Dextraan

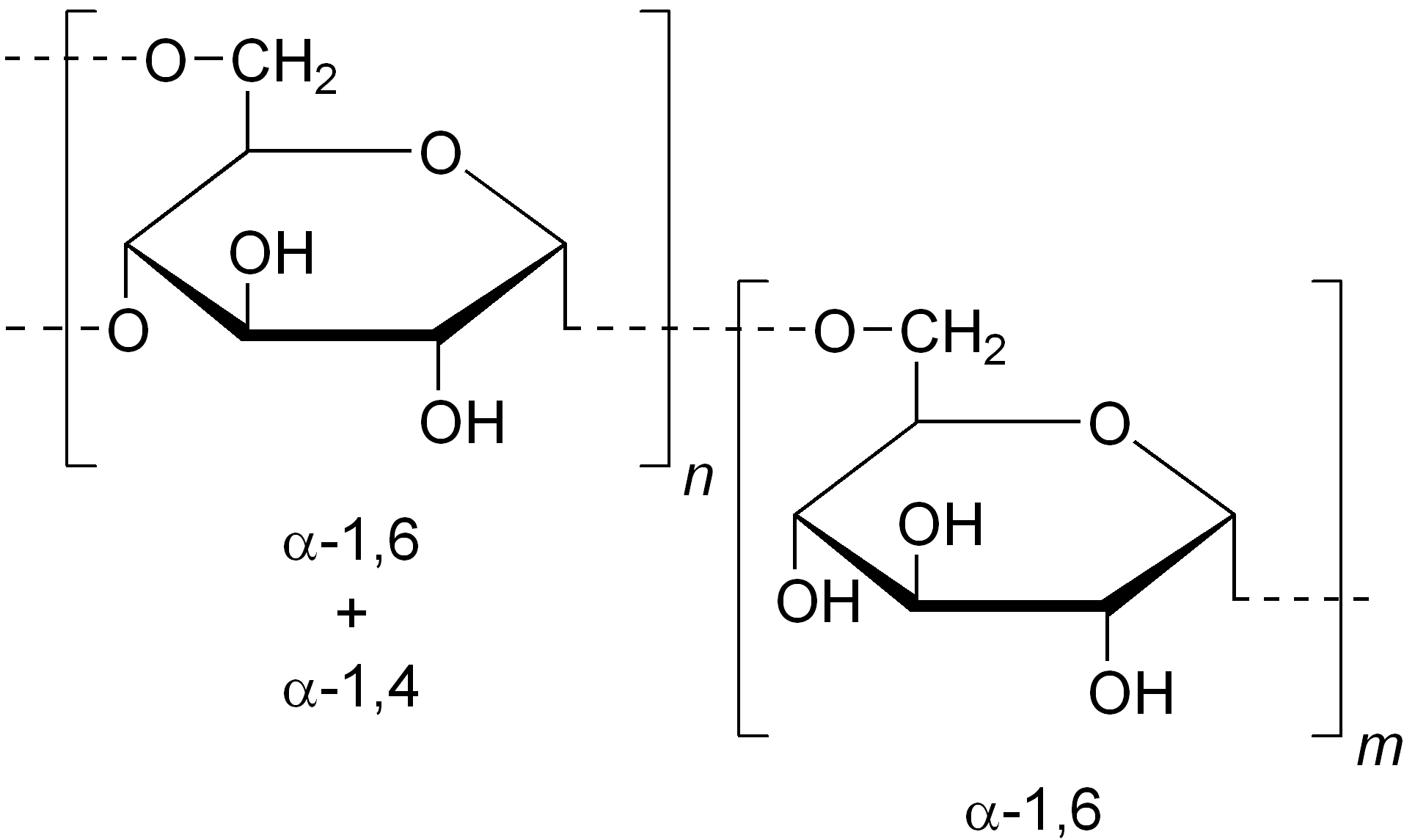
Structuur van Dextraan

Dextraan is een complex, vertakt polysacharide dat bestaat uit verschillende glucose-eenheden aaneengeschakeld in ketens van variabele lengte.
Typisch is de steeds aanwezige ruggengraat van [α(1,6) glucose]n moleculen, verder komen α(1,2), α(1,3) en/of α(1,4) vertakkingen voor. (Zie voor de uitleg van de code het artikel glucose).
Dextraan werd ontdekt door Louis Pasteur als een microbiologisch product in wijn, maar massaproductie werd pas mogelijk nadat de Amerikaanse onderzoekster Allene Jeanes een proces ontwikkelde dat gebruikmaakt van bacteriën.

## Toepassingen
- geleermiddel in levensmiddelen, broodverbeteraar
- bloedplasmavervanger, preventie trombose
- cosmetica, geneesmiddelen,...
- Geproduceerd in de melkzuurbacterie Streptococcus mutans, veroorzaakt tandbederf